# Mexická prasečí chřipka

státy s potvrzenými smrtelnými případy
státy s potvrzenou infekcí mexické chřipky
státy s podezřením na infekci mexické chřipky

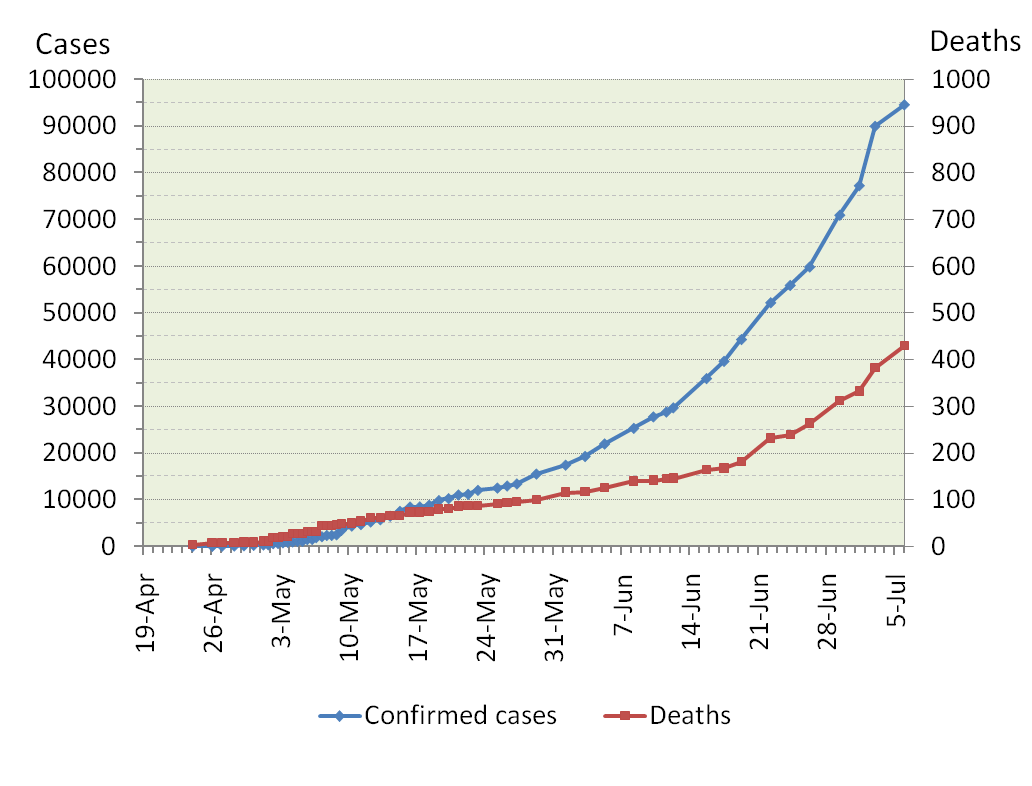
Graf vývoje chřipky v roce 2009

Prasečí chřipka (nebo také mexická chřipka, „mexická prasečí chřipka“, nová chřipka či chřipka A/H1N1) je typ chřipky přenosné na člověka, který se objevil v Mexiku v březnu roku 2009, pojem „prasečí chřipka“ se však používá i pro označení původní chřipky prasat, tedy jednomu z typů chřipky, kvůli kterému mexická prasečí chřipka vznikla. Mexická prasečí chřipka je respirační onemocnění způsobené chřipkovým virem kmene A/H1N1. Virus obsahuje geny lidské, ptačí a prasečí chřipky.
První případy nemoci byly hlášeny 18. března 2009. Onemocnělo několik stovek lidí ve třech oblastech Mexika a sedm občanů Spojených států amerických. Původně prasečí chřipkové onemocnění je přenosné na člověka a v dalších případech byl prokázán i přenos mezi lidmi.
Podle šéfa zdravotní sekce Rady Evropy Wolfganga Wodarga bylo vyhlášení pandemie prasečí chřipky Světovou zdravotnickou organizací falešné. Podle něj za ním stály farmaceutické firmy, které díky tomu vydělaly obří sumy na prodeji léků a vakcín proti prasečí chřipce.
Český stát objednal 700 000 vakcín proti prasečí chřipce, z toho zhruba 600 000 vakcín za 110 miliónů korun zůstalo nepoužito a bez jakéhokoli užitku se vyhodí. Očkovat se nechalo zhruba 66 000 lidí. Podle oficiálních údajů se mexickou prasečí chřipkou nakazilo v ČR 2477 osob a do března 2010 na ni 102 lidí zemřelo.
Proti chřipkovému viru kmene A/H1N1 společně s dalším subtypem chřipky kmenu A kmenu chřipky kmenu B se standardně očkuje protichřipkovou vakcínou. 

## Popis onemocnění
Mezi symptomy patří teplota nad 39 stupňů Celsia, častý kašel, bolesti hlavy a svalů, rýma, zánět krku, slabost a únava. Přenos je kapénkový (z nosu a úst), ale i přímým dotykem. Inkubační doba onemocnění činí asi 1 až 8 dnů. Nemoc je velmi nakažlivá. Vakcína na tento konkrétní typ viru už existuje, účinek běžného očkování proti chřipce pro tento typ viru už je znám, ale zabírají léky Oseltamivir a Zanamivir.
| Genetické složení prasečí chřipky H1N1, 8 genů:                                           | Genetické složení prasečí chřipky H1N1, 8 genů:                                                                             |
| ----------------------------------------------------------------------------------------- | --- |
|                                                                                           | HA Hemagglutinin typu 1 (nebo H1), prasečí (H1), v roce 1918 ptačí (tzv. španělská); postihuje buněčné receptory hostitele. |
| NA: Neuraminidáza typu 1 (nebo N1), prasečí (N1), Evropa; pomáhá nastartovat infekci      | |
| PA: RNA polymeráza podjednotka PA; ptačí, Severní Amerika                                 | |
| PB1: RNA polymeráza podjednotka PB1; lidská, chřipka typu H3N2 z roku 1993                | |
| PB2: RNA polymeráza podjednotka PB2 ; ptačí, Severní Amerika                              | |
| NP: nukleoprotein; prasečí, Severní Amerika                                               | |
| M: matrix protein M1 M2; prasečí, Eurasie                                                 | |
| NS/NEP: nestrukturovaný protein NS1; NEP Nuclear Export Protein; prasečí, Severní Amerika | |
| Zdroj: La fiche d'identité d'un virus inédit, LEMONDE.FR, 30. dubna 2009.                 | |

## Průběh

### 2009

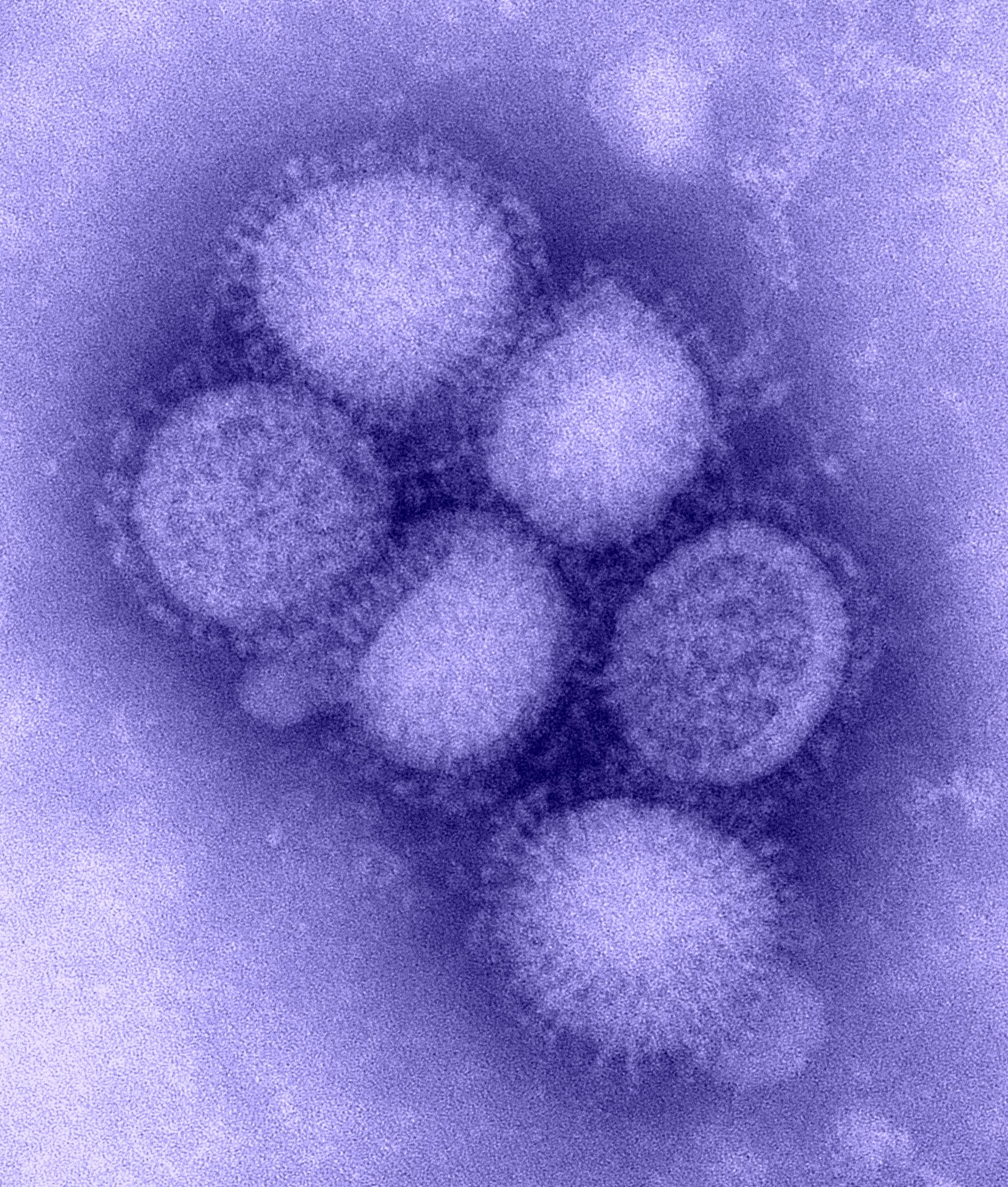
Virus chřipky H1N1

#### 17. březen
Mexiko – 1. případ nakažení virem H1N1

#### 23. duben
K 23. dubnu 2009 bylo podle Světová zdravotnická organizace (WHO) asi tisíc osob podezřelých z nakažení se virem, z nichž v Mexiku přibližně 70 zemřelo. WHO v reakci na rychlé šíření viru zvýšila varování před touto nákazou ze třetího na čtvrtý stupeň šestibodové škály.

#### 28. duben
K 28. dubnu přesáhl možný počet osob podezřelých z nakažení 2500, z toho skoro 2000 v Mexiku. Počet mrtvých vzrostl na 152 (z toho u 20 laboratorně potvrzen výskyt viru), většina úmrtí stále připadala na Mexiko. Laboratorně potvrzen byl výskyt v Mexiku (172 osob), USA (109 osob), Kanadě (19 osob), Novém Zélandu (14 případy, pův. 11), Izraeli (2 osoby), Spojeném království (5 lidí) a Španělsku (10 lidí). Řada dalších zemí prošetřovala podezření výskytu u jednotlivých případů nemocných. V hlavním městě Mexika Ciudad de México byly dokonce kvůli chřipce uzavřeny školy, kina, bary a restaurace. Kuba jako první pozastavila lety do Mexika. V České republice byli testováni tři možní nakažení, u kterých ale virus nebyl potvrzen.

#### 29. duben
K 29. dubnu přibyly na seznam států s potvrzeným výskytem Kostarika (2 případy), Německo (4 případy), Rakousko (1 případ),, Peru (1 případ) a Švýcarsko (1 případ). Ve Spojených státech zemřelo 23měsíční dítě (mexického původu) nakažené touto chřipkou.
V  České republice byl testován čtvrtý podezřelý z nakažení touto chřipkou (u předchozích již byla nákaza vyloučena).
Světová zdravotnická organizace (WHO) zvýšila stupeň výstrahy před pandemií na pátý, tj. druhý nejvyšší.
Na ruzyňském letišti se čekalo na přistání dalšího letadla z Mexika.
Na seznam s potvrzeným výskytem přibylo Nizozemsko (1 případ) a Irsko.
V Česku bylo již v izolaci 20 lidí.[nedostupný zdroj]

#### 30. duben

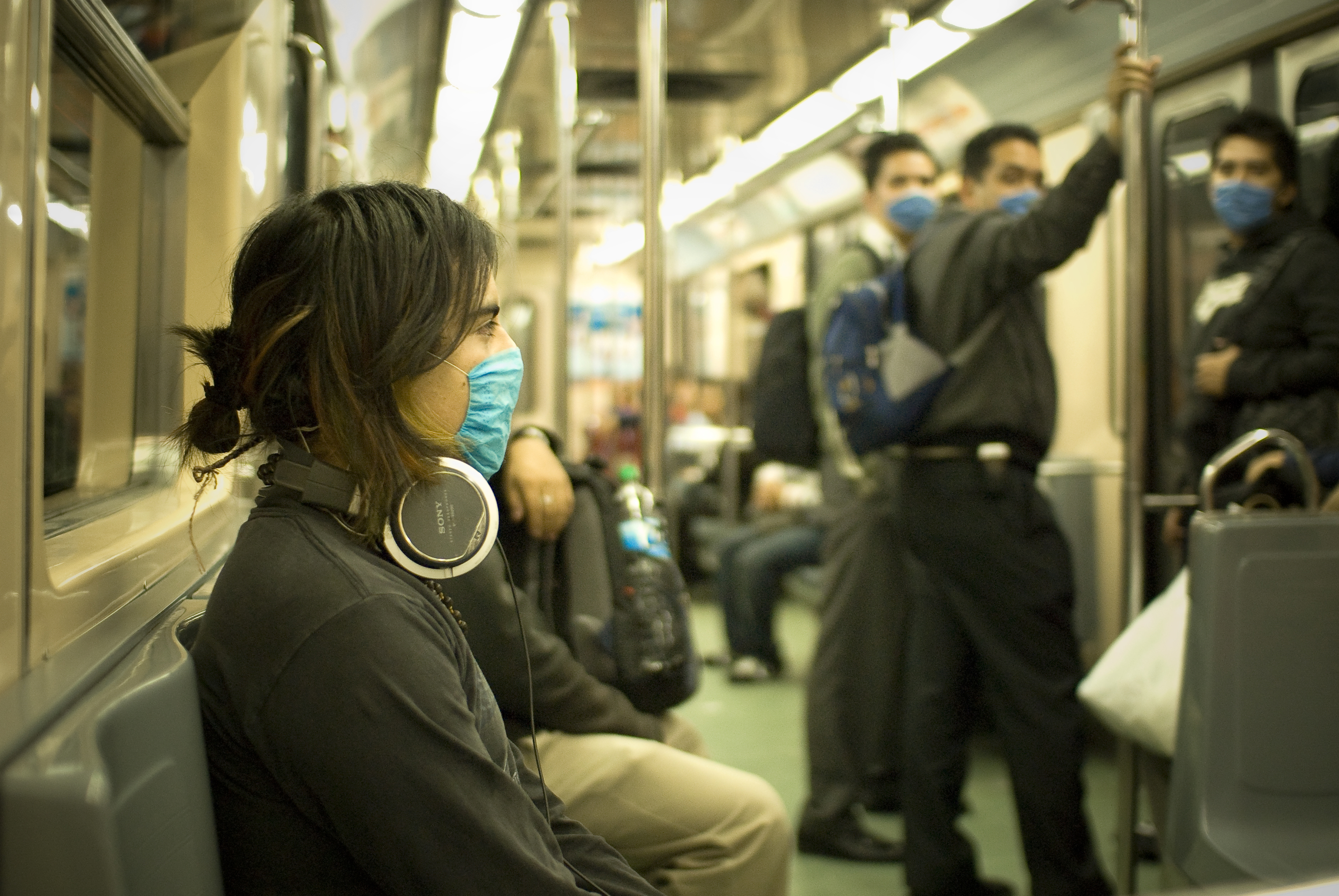
Lidé v metru v Ciudad de México se brání nakažení nošením roušky

K 30. dubnu přesáhl možný počet osob podezřelých z nakažení 2500, z toho skoro 2000 v Mexiku. Počet mrtvých vzrostl na 168 (z toho u 26 laboratorně potvrzen výskyt viru), s výjimkou jednoho případu všechna úmrtí připadala na Mexiko.

#### 1. květen
K 1. květnu přesáhl možný počet osob podezřelých z nakažení 2500, z toho skoro 2000 v Mexiku. Viru bylo připisováno 176 úmrtí. V Mexiku bylo 46 nových případů chřipky. Potvrzených úmrtí na tento typ chřipky byl již 12. S výjimkou jednoho případu všechna úmrtí připadala na Mexiko. Výskyt na svém území potvrdily Hongkong, Dánsko a Francie (dva případy).[nedostupný zdroj]
V Německu potvrdili první přenos chřipky z člověka na člověka.

#### 2. květen
Na seznam s potvrzeným výskytem mexické chřipky přibyly Itálie a Jižní Korea.

#### 3. květen
Na ruzyňském letišti přistálo o půl desáté ráno letadlo s 200 Čechy na palubě. Jednalo se o první přímý let z Mexika do České republiky od doby, kdy v zemi vypukla epidemie smrtící mexické chřipky. Jeden z turistů skončil s teplotou v nemocnici, 6 v domácí karanténě. Ve Velké Británii potvrdili první tamní přenos chřipky z člověka na člověka.

#### 4. květen
Laboratorně potvrzený výskyt mexické chřipky byl v Mexiku (590 nakažených, 25 mrtvých), USA (226 nakažených, 1 mrtvý), Kanadě (101 nakažených), Novém Zélandu (6 nakažených), Izraeli (3 nakažení), Spojeném království (18 nakažených), Španělsku (54 nakažených), Německu (8 nakažených), Francii (4 nakažení), Itálii (2 nakažení), Salvadoru (2 nakažení), Rakousku (1 nakažený), Švýcarsku (1 nakažený), Dánsku (1 nakažený), Irsku (1 nakažený), Portugalsku (1 nakažený), Nizozemsku (1 nakažený), Kostarice (1 nakažený), Kolumbii (1 nakažený), Jižní Koreji (1 nakažený) a Hongkongu (1 nakažený). V České republice bylo vyšetřeno 6 turistů z letu z Mexika, všichni byli negativní.

#### 5. květen
Počet nakažených mexickou chřipkou v Německu byl už přes 9 osob. Vláda ČR zarezervovala léky proti této chřipce, i když zatím neexistovaly.

#### 6. květen
Celkový počet lidí prokazatelně nakažených mexickou chřipkou podle Světové zdravotnické organizace (WHO) stoupl na 1490, podlehlo jí dosud 31 osob. Spojené státy americké hlásily již druhou oběť této chřipky. Ve Švédsku a Polsku potvrzen první nakažený.

#### 7. květen
Po světě bylo nakaženo již více než 2000 osob ve 24 zemích. Po Kolumbii se dalšími jihoamerickými zeměmi s nakaženými staly Brazílie a Argentina.

#### 8. květen
Kanada hlásila první úmrtí na mexickou chřipku.

#### 9. květen
V Austrálii a Japonsku se objevily první případy nakažení mexickou chřipkou. Norsko hlásilo již dva případy.

#### 10. květen
Po světě bylo nakaženo již více než 4200 osob, počet úmrtí přesáhl 50.

#### 25. květen
V České republice byl potvrzen první případ mexické chřipky. Jednalo se o dvacetidevítiletého pilota z Prahy, který se vrátil z New Yorku. Po vyšetření ve FN Motol byl odeslán do domácí izolace.

#### 28. květen
Slovensko oznámilo první případ mexické chřipky. Celkově bylo na světě nakaženo více než 13 000 osob, počet úmrtí přesáhl 95.

#### 11. červen
Světová zdravotnická organizace (WHO) oznámila vyhlášení 6. stupně nebezpečí, tzv. pandemie. Tento stav byl naposledy vyhlášen při šíření tzv. hongkongské chřipky před čtyřiceti lety. Mluvčí WHO Gregory Hartl však prohlásil, že pandemický znamená pouze „globální“, což nic nevypovídá o závažnosti či mírnosti onemocnění. Celkově bylo na světě k tomuto datu nakaženo více než 28 774 osob a zaregistrováno 144 úmrtí.

#### 29. červen
Na světě bylo nakaženo 70 893 osob, z toho 311 mrtvých.

#### 6. červenec
Na světě bylo nakaženo 94 512 osob, z toho 429 mrtvých. Světová zdravotnická organizace z důvodu rychlého nárůstu případů přestala zveřejňovat statistiky s počtem nakažených lidí.

#### 22. červenec
Maďarsko evidovalo 29 nakažených pacientů a oznámilo první osobu, která zemřela v důsledku prasečí chřipky. Jednalo se o 41letého muže.

#### 27. červenec
Na světě bylo nakaženo 134 503 osob, z toho 816 mrtvých. Ministerstvo zdravotnictví České republiky hlásilo dalších 20 případů, v Česku bylo tedy již 63 nakažených.

#### 12. srpen
Podle světové zdravotnické organizace bylo na světě nakaženo 177 457 osob, z toho 1 462 mrtvých.

#### 19. srpen
Podle světové zdravotnické organizace bylo na světě nakaženo 182 166 osob, z toho 1 799 mrtvých.

#### 18. září
Světová zdravotnické organizace oznámila, že bylo potvrzeno už 296 471 nakažení prasečí chřipkou a nejméně 3 486 osob na nákazu zemřelo.

#### 23. října
První případ úmrtí byl potvrzen v České republice. Při té příležitosti bylo uvedeno, že ve světě zemřelo na prasečí chřipku 5113 lidí, z toho 269 v EU. V ČR bylo zatím potvrzeno 314 případů nákazy.

#### 30. října
Ze světa bylo hlášeno 6051 potvrzených obětí na virus A(H1N1). Z toho Evropská unie hlásila 601 obětí, nejvíce zasaženými státy byly Velká Británie (137), Španělsko (54) a Francie (44). Nejvíce úmrtí nahlásila Brazílie (1367), USA (1004) a Argentina (585). Vědci zkoumali možný velký výskyt viru na Ukrajině, uzavřely se školy a zakázaly veřejná vystoupení. Na hranicích se připravily kontroly při uzavření hranice – karantény.

#### 25. listopadu
V České republice bylo potvrzeno již 7. úmrtí. Muž ve věku 42 let zemřel v plzeňské fakultní nemocnici.[nedostupný zdroj] Zároveň v tomto týdnu začalo očkování vybraných osob proti viru H1N1. Oficiální statistiky WHO přesto stále vykazovaly počet úmrtí v ČR jako 0 osob.

#### 2. prosinec
Ke 2. prosinci bylo v České republice evidováno jedenáct úmrtí (10. pacient s vážnou formou srdečního onemocnění zemřel v Mělníku, 11. pacient po chemoterapii v Praze). Z celkové počtu jedenácti zemřelých byla vážná forma jiného onemocnění přítomna u osmi z nich. V této fázi byla v Evropě dominantním (pandemickým) kmenem chřipky H1N1, dle hlavního hygienika ČR Michaela Víta se vyskytovala více než v 90 % případů.

#### 11. prosinec
V USA bylo evidováno celkem 50 milionů nemocných a 10 tisíc úmrtí – zemřel tedy jeden člověk na 5 tisíc obyvatel nakažených virem H1N1, což je 0,02 %.

### 2010

#### 11. leden
Mali – 1. nakažený

#### 20. leden
Bermudy – 1. úmrtí

#### 29. leden
Čad – 1. nakažený
 Nigérie – 1. úmrtí

#### 8. únor
Senegal – 1. nakažený

#### 25. únor
Niger – 1. nakažený

#### 27. březen
Kuba – Začala hromadná vakcinace.

#### 2. duben
Kambodža – Začala hromadná vakcinace.

#### 12. duben
Guinea – 1. nakažený

#### 14. duben
WHO ukončila poplach „pandemie“

#### 19. duben
WHO – Generální ředitelka WHO Dr. Margaret Chan prohlásila, že je stále brzo na to, aby byla pandemie prohlášena za ukončenou.

#### 26. duben
Filipíny – Začala hromadná vakcinace.

#### 16. květen
WHO – Virus už dále nemutoval.

#### 6. srpen
USA – Vědci našli mutaci viru, která způsobila epidemii.

#### 10. srpen
WHO – Generální ředitelka Dr. Margaret Chan prohlásila pandemii viru H1N1 za ukončenou.

## Vakcíny
V červnu 2010 zbylo zhruba 600 000 nepoužitých vakcín proti pandemickému viru A (H1N1) v hodnotě asi 110 miliónů Kč.

### Informativní weby
- (česky) Mexická chřipka (MZ ČR)
- (česky) Pandemie A(H1N1) (MZ ČR)
- (česky) Informace o prasečí chřipce Archivováno 2. 5. 2009 na Wayback Machine. (SZÚ)
- (anglicky) Influenza A(H1N1) (WHO)

### Zpravodajské weby
- (česky) Proč se odborníci bojí prasečí chřipky a jak se bránit (Aktuálně.cz)
- (česky) „Prasečí chřipka“ na iDNES.cz